# Tubularia acadiae
Tubularia acadiae is een hydroïdpoliep uit de familie Tubulariidae. De poliep komt uit het geslacht Tubularia. Tubularia acadiae werd in 1990 voor het eerst wetenschappelijk beschreven door Petersen. 